# Ерзовка (Ульяновская область)
Ерзовка — исчезнувшая деревня Чердаклинского района Ульяновской области РСФСР, существовавшая до 1955 года. Затоплена Куйбышевским водохранилищем. 

## География
Деревня находилась в 16 км от райцентра Чердаклы и в 24 км от Ульяновска, в 1 км от села Ботьма, в 4 км к северу от с. Архангельского, в 3 км к северо-западу от села Юрманки, на берегу реки Ботьма.

## История
Деревня Ерзовка основана в конце XVII века.
На 1780 год деревня Ерзовка, ясашных крестьян, при речке Ботме.
На 1859 год деревня Ерзовка, удельных крестьян, при речке Ботьме, во 2-м стане, по левую сторону коммерческого тракта из г. Симбирска в г. Казань.
На 1889 год деревня удельных крестьян, при речке Ботьма, в которой живут мордва и русские.
На 1900 год в деревне жили русские, имелись три ветряных мельницы.
На 1910 год в деревне жили русские, имелась церковно-приходская школа и три ветряных мельниц.
В 1918 году в селе был создан Ерзовский сельсовет.
На 1930 год в Ерзовский сельсовет входили: Ерзовка, Лощина и Лесной кордон.
В 30-е годы в Ерзовке был образован колхоз «Путь к социализму», который в 1950 году объединенился с Дмитриево-Помряскинским и стал называться имени Мичурина.
С фронтов Отечественной войны не вернулось более 110 уроженцев деревни. 
В 1955 году жителей Ерзовки переселили в Дмитриево-Помряскино, Архангельское, Ивановку и посёлок Рыбацкий (Ленинский), а село погрузилось под воду.
Административно-территориальная принадлежность
До 1708 года входила в состав Синбирского уезда Приказа Казанского дворца.
В 1708 году деревня вошла в состав Синбирского уезда Казанской губернии.
С 1719 года в составе Синбирской провинции Астраханской губернии.
В 1728 году вернули в состав Синбирского уезда Казанской губернии.
С 1780 года деревня в составе Ставропольского уезда Симбирского наместничества.
С 1796 года в составе Ставропольского уезда Симбирской губернии.
С 1851 года в составе 2-го стана Ставропольского уезда Самарской губернии.
С 1860 года в составе Архангельской волости Ставропольского уезда Самарской губернии.
С 1919 года, ввиду разукрупнения Ставропольского уезда, вошла в состав новообразованного Мелекесского уезда.
С 25 февраля 1924 года в составе Ерзовского сельсовета Мелекесского уезда Самарской губернии.
6 января 1926 года — в Мелекесском уезде Ульяновской губернии.
С 14 мая 1928 году — в Мелекесском районе Ульяновского округа Средне-Волжской области.
С 29 октября 1929 года — в Ерзовском сельсовете Чердаклинского района Средне-Волжского края, с 30 июля 1930 года — Куйбышевского края и с 1936 года — Куйбышевской области.
С 19 января 1943 года в составе Ерзовского сельсовета Чердаклинского района Ульяновской области.

## Население
- На 1780 год в деревне жило 89 (рев. душ)[10];
- На 1859 год — в 66 дворах жило: 225 муж. и 274 жен.[4];
- На 1889 год — в 120 дворах жило: 1005 жителя[5];
- На 1900 год — в 160 дворах жило: 424 муж. и 474 жен. (898)[6];
- На 1910 год — в 148 дворах жило: 514 муж. и 541 жен.[7];
- На 1928 год — в 233 дворах жило: 547 муж. и 660 жен. (1207)[11];
- На 1930 год — в 239 дворах жило: 1243 жителя[8];